# Dzierzgoń (gromada)
Dzierzgoń – dawna gromada, czyli najmniejsza jednostka podziału terytorialnego Polskiej Rzeczypospolitej Ludowej w latach 1954–1972.
Gromady, z gromadzkimi radami narodowymi (GRN) jako organami władzy najniższego stopnia na wsi, funkcjonowały od reformy reorganizującej administrację wiejską przeprowadzonej jesienią 1954 do momentu ich zniesienia z dniem 1 stycznia 1973, tym samym wypierając organizację gminną w latach 1954–1972.
Gromadę Dzierzgoń z siedzibą GRN w mieście Dzierzgoń (nie wchodzącym w jej skład) utworzono 1 stycznia 1958 w powiecie sztumskim w woj. gdańskim z obszarów zniesionych gromad
Bągart i Tywęzy (błędnie podano nazwę Blunaki, którą zniesiono w 1956 roku) w tymże powiecie; do nowo utworzonej gromady Dzierzgoń włączono także miejscowości Jeziorno, Poliksy, Ankamaty, Kuksy, Andrzejewo i Litewki ze zniesionej gromady Waplewo Wielkie tamże.
31 grudnia 1961 z gromady Dzierzgoń wyłączono część wsi Nowiec, włączając ją do miasta Dzierzgonia w tymże powiecie.
1 stycznia 1970 do gromady Dzierzgoń włączono część obszaru miasta Dzierzgoń (631,28 ha) w tymże powiecie.
Gromada przetrwała do końca 1972 roku, czyli do kolejnej reformy gminnej. 1 stycznia 1973 w powiecie sztumskim w woj. gdańskim reaktywowano zniesioną w 1954 roku gminę Dzierzgoń (od 1999 w woj. pomorskim; w latach 1999-2001 w powiecie malborskim, od 2002 ponownie w powiecie sztumskim).